# Vicente Díez Canseco
|  | Aquest article tracta sobre el periodista i escriptor Vicente Díez Canseco. Si cerqueu el metge lleonés, vegeu «Vicente Díez Canseco (metge)». |

Vicente Díez Canseco (m. Madrid, 3 d'abril de 1895) va ser un escriptor i periodista espanyol.
Redactor de El Castellano (1836) i El Duende (1837). Director de El Heraldo, en substitució de Luis José Sartorius. Va publicar Mali ó la insurrección (1841) i el Diccionario biográfico universal de mujeres célebres (1844-1846), tres volums recollint biografies de dones cèlebres des de l'antiguitat. Col·laborà amb la poesia «La Manola», un retrat costumista de la dona de classe baixa madrilenya, en l'Álbum del bello secso (1843).